# 大渡卡村
大渡卡村是位於中华人民共和国西藏自治區林芝市米林縣派鎮的一个村落，海拔2,880米，世界最深最大峡谷——雅鲁藏布大峡谷的北方。